# Kanpur Dehat
Kanpur Dehat is een district van de Indiase staat Uttar Pradesh. Het district telt 1.584.037 inwoners (2001) en heeft een oppervlakte van 3143 km².
Kanpur Dehat maakt deel uit van de divisie Kanpur. De hoofdstad is Akbarpur. Andere plaatsen binnen het district zijn onder meer Pukhrayan, Rura, Sikandra en Jhinjhak. Langs de zuidgrens van Kanpur Dehat stroomt de Yamuna.
Samen met het aangrenzende Kanpur Nagar vormde Kanpur Dehat tot 1977 (en daarna opnieuw in de periode 1979-1981) het verenigde district Kanpur. In 2010 werd Kanpur Dehat hernoemd naar Ramabai Nagar, maar deze beslissing werd na twee jaar weer teruggedraaid.
Hoofdstad: Lucknow
Districten:
Divisie Agra: Agra · Firozabad · Mainpuri · Mathura
Divisie Aligarh: Aligarh · Etah · Hathras · Kasganj
Divisie Ayodhya (Faizabad): Ambedkar Nagar · Amethi · Ayodhya (Faizabad) · Barabanki · Sultanpur
Divisie Azamgarh: Azamgarh · Ballia · Mau
Divisie Bareilly: Bareilly · Budaun · Pilibhit · Shahjahanpur
Divisie Basti: Basti · Sant Kabir Nagar · Siddharthnagar
Divisie Benares (Varanasi): Benares (Varanasi) · Chandauli · Ghazipur · Jaunpur
Divisie Chitrakoot: Banda · Chitrakoot · Hamirpur · Mahoba
Divisie Devipatan: Bahraich · Balrampur · Gonda · Shravasti
Divisie Gorakhpur: Deoria · Gorakhpur · Kushinagar · Maharajganj
Divisie Jhansi: Jalaun · Jhansi · Lalitpur
Divisie Kanpur: Auraiya · Etawah · Farrukhabad · Kannauj · Kanpur Dehat · Kanpur Nagar
Divisie Lucknow: Hardoi · Lakhimpur Kheri · Lucknow · Raebareli · Sitapur · Unnao
Divisie Meerut: Bagpat · Bulandshahr · Gautam Buddha Nagar · Ghaziabad · Hapur · Meerut
Divisie Mirzapur: Bhadohi · Mirzapur · Sonbhadra
Divisie Moradabad: Amroha · Bijnor · Moradabad · Rampur · Sambhal
Divisie Prayagraj (Allahabad): Fatehpur · Kaushambi · Pratapgarh · Prayagraj (Allahabad)
Divisie Saharanpur: Muzaffarnagar · Saharanpur · Shamli